# Jaana Strandman
Jaana Strandman, född 22 juni 1972 i Keitele, är en finländsk politiker (Sannfinländarna). Hon är ledamot av Finlands riksdag sedan 2023.
Strandman blev invald i riksdagsvalet 2023 med 5 179 röster från Sydöstra Finlands valkrets.